# Juan Carlos Zurek
Juan Carlos Martín Zurek Pardo-Figueroa (Miraflores, 14 de noviembre de 1965) es un administrador de empresas y político peruano. Fue alcalde del distrito de La Molina desde enero del 2011 hasta diciembre del 2018 y regidor de la Municipalidad de Lima en 2 ocasiones.

## Biografía
Nació en el distrito de Miraflores, ubicado en la ciudad de Lima, el 14 de noviembre de 1965. Es hijo de Luis Ángel Zurek Peinado y de Sylvia Pardo-Figueroa Fernández.
Realizó sus estudios primarios y secundarios en el Colegio San Maristas del distrito de San Isidro. Estudió luego la carrera de Administración de Empresas en la Universidad San Ignacio de Loyola. Ha obtenido diplomas de Especialización en Finanzas y estudió el Programa de Gestión Municipal en la Universidad ESAN. Además, se especializó en temas de transporte, urbanismo, ecología y descentralización, tanto en el Perú como en el extranjero.

## Carrera política
Fue militante del partido Solidaridad Nacional de Luis Castañeda Lossio e incursionó en el ámbito político como candidato a regidor de la Municipalidad de Lima por la alianza Unidad Nacional en las elecciones municipales del año 2002, donde Zurek logró ser elegido para el periodo 2003-2006. Fue reelegido en el cargo para el periodo 2007-2010.

### Alcalde de la Molina
En febrero del 2010 renunció a Solidaridad Nacional y luego se afilió al partido Somos Perú en junio de ese mismo año. Posteriormente Zurek participó como candidato a la alcaldía del distrito de La Molina en las elecciones municipales del 2010 y logró éxito al ser elegido como alcalde de La Molina para el periodo municipal 2011-2014. Fue reelegido en el cargo en las elecciones del 2014.
Durante su mandato, se realizaron diversas obras municipales como el túnel subterráneo de 12 kilómetros de largo que une el distrito de La Molina con el distrito de Miraflores y el by-pass Óvalo Monitor. También se ha caracterizado por implementar políticas sociales dirigidas a mejorar la calidad de vida de los habitantes, además de promover espacios para el fomento de la educación, el arte, la cultura y la lectura, entre otros.
En 2017, Juan Carlos Zurek fue elegido como secretario general del partido Somos Perú y luego se fue elegido como candidato del partido a la alcaldía de la ciudad de Lima para las elecciones municipales del año 2018. Culminando los resultados, Zurek no obtuvo éxito tras quedar en el sexto lugar de las preferencias.
En marzo del 2021, Juan Carlos Zurek decidió renunciar al partido Somos Perú tras la incorporación del expresidente Martín Vizcarra como candidato al Congreso de la República para las elecciones generales del año 2021. Luego Zurek decide afiliarse al partido Avanza País en diciembre del 2021 y posteriormente vuelve a postular a La Molina en las elecciones municipales del 2022, sin embargo, no tuvo éxito tras ser vencido por Diego Uceda de Renovación Popular.